# 11930 Osamu
11930 Osamu eller 1993 CJ1 är en asteroid i huvudbältet som upptäcktes den 15 februari 1993 av de båda japanska astronomerna Tsutomu Hioki och Shuji Hayakawa i Okutama. Den är uppkallad efter amatörastronomen Oshima Osamu.
Asteroiden har en diameter på ungefär 4 kilometer och den tillhör asteroidgruppen Eunomia.